# Кесова Гора (станция)
Ке́сова Гора́ — железнодорожная станция Московского региона Октябрьской железной дороги в посёлке Кесова Гора Кесовогорского района Тверской области. Расположена на участке Калязин — Сонково Савёловского направления.
Станция открыта в 1895 году вместе с пусковым участком Сонково — Кашин. Название станции восходит к одноимённому посёлку, в котором расположена.

## Инфраструктура

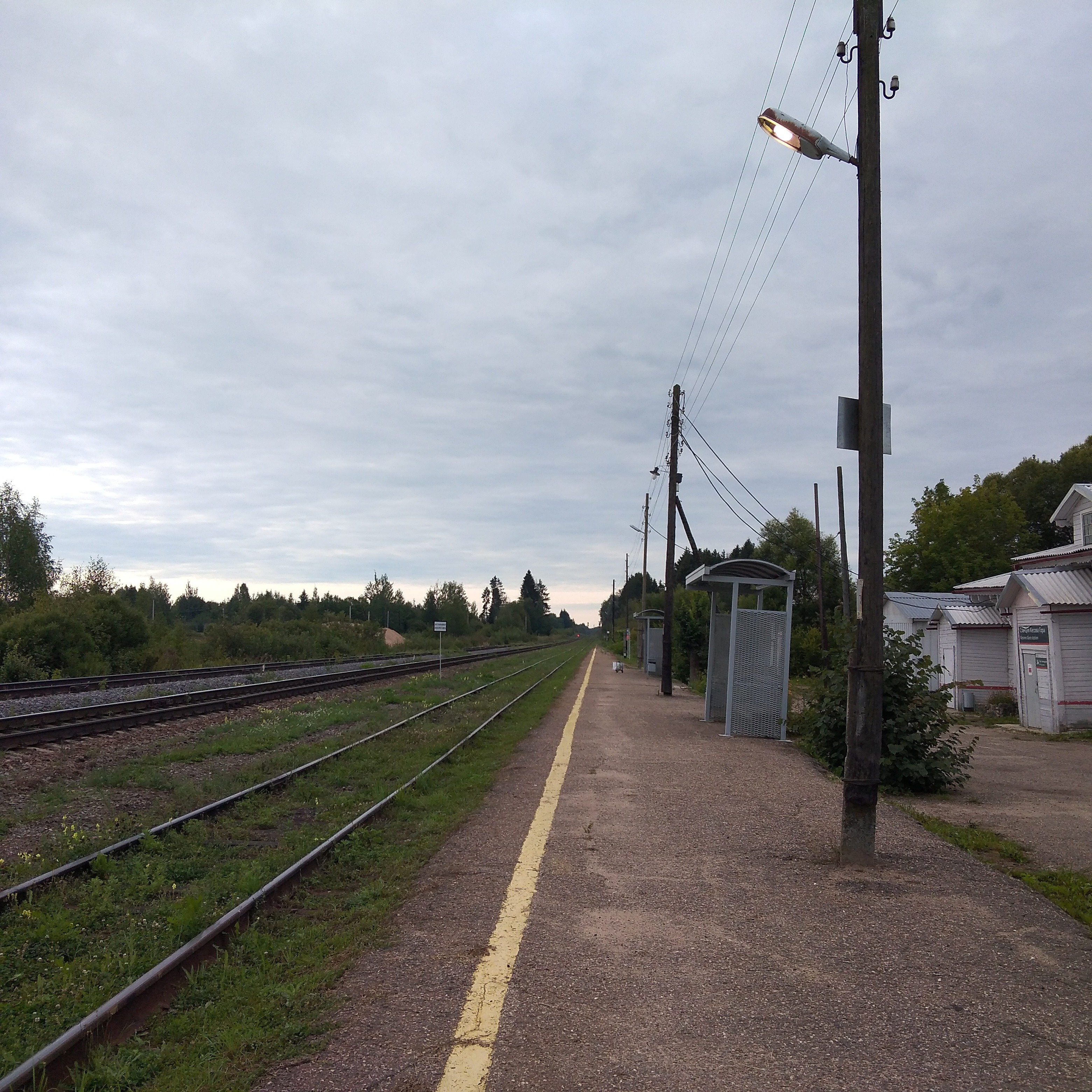
Пассажирская платформа станции

На станции имеется небольшой деревянный вокзал с залом ожидания и кассами, однако он работает не всегда — только за полчаса до прибытия останавливающегося в Кесовой Горе поезда.
Также осуществляется приём и выдача грузов, мелких отправок на подъездных путях, местах общего и необщего пользования и допускаемых к хранению на открытых местах и крытых местах станции.

## Движение
По состоянию на 2023 год на станции останавливаются пригородные поезда Савёлово — Сонково и поезд дальнего следования Москва — Рыбинск. Ранее этот поезд имел беспересадочные вагоны до Весьегонска и Углича. 
К станции общественный транспорт не подходит.